# Kirdjalis

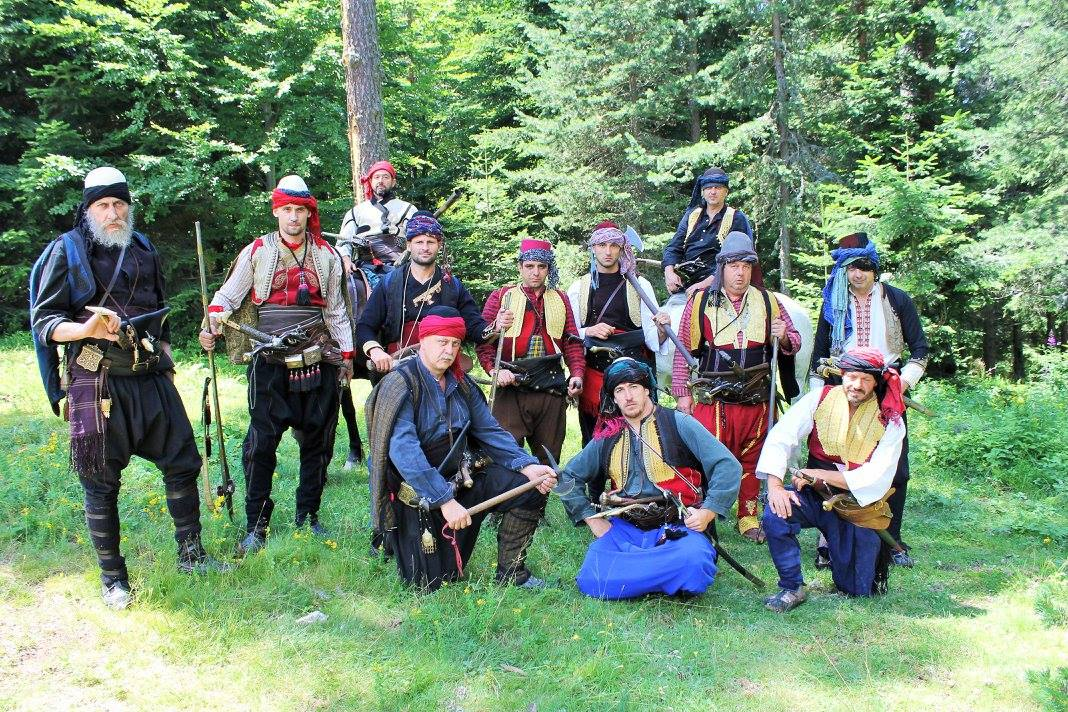
Une reconstitution moderne de ce à quoi ressemblaient les kirdjalis.

Les kirdjalis étaient pour les musulmans de l'Empire ottoman, pendant la période du Nizam-i Djédid, ce que les klephtes, les armatoles et les haidouks étaient pour les chrétiens de cet Empire. Leur nom signifie littéralement « voleurs » mais, mi-brigands, mi-héros, ils avaient aussi un but politique : s'opposer aux réformes, maintenir le statu quo et restaurer l'intégrité des traditions ottomanes, de la charia et de la gloire de l'Épée d'Osman.
Ils s'unirent sous les auspices d'Osman Pazvantoğlu.
Alexandre Pouchkine leur a dédié sa nouvelle Kirdjali, et la ville bulgare actuelle de Kardjali porte leur nom.